# Stratégiai cél (katonai)
A katonai stratégiai cél a stratégiai műveleti tervezés egyik bevett, gyakran használt fogalma, mely szűk értelemben egy aktuális háború, hadjárat kívánt eredményének leírására vonatkozik, a definíció szabadabb értelmezése azonban magába foglal mindenféle hosszútávú katonai célkitűzést (pl. hadseregfejlesztés). A stratégia három fő kérdése közül – Mit akarunk elérni (cél)? Mivel (eszközök)? Hogyan kívánjuk elérni (megvalósítás útja)? – ez az első és legfontosabb megválaszolandó dilemma. Sikeres teljesítése maga után vonja az ellenség stratégiájában, célkitűzéseiben, valamint folyamatban lévő hadműveleteiben történő kényszerű módosítást, vagy az adott konfliktust lezáró stratégiai győzelmet. Fontos megjegyezni azonban, hogy stratégiai cél a katonai dimenzión túl diplomáciai, gazdasági, területgyarapítási, valamint az ellenfél harci hajlandóságának megtörését célzó vonatkozásban is értelmezhető. Előfordul, hogy a stratégiai célkitűzés csupán egy konfliktus mérséklésére, korlátozására irányul.

## Leírás
A stratégiai végcél legfontosabb eszköze a nevéből is kikövetkeztethető stratégia. A stratégiát kezdetben csak korlátozott értelemben, a rendelkezésre álló katonai eszközök gyakorlati felhasználásának megtervezésére, és annak megvalósítására értették, ám a XX. század folyamán a fogalom jelentős bővülésen ment keresztül. Mára stratégiának nevezünk minden olyan cselekvési tervet, mely bizonyos hosszabb távú végcélok elérésére irányul, és ehhez számba veszi a sikerhez szükséges eszközöket, valamint az alkalmazni kívánt módszereket.
A katonai stratégiai végcél tekinthető a katonai szervezetben teljesítendő legmagasabb szervezeti eredménynek, és általában a nemzeti védelmi programban kerül definiálásra. Elérése folyamatos stratégiai részobjektívák teljesítése útján valósul meg, melyek az átfogó stratégiai terv szegmentált alegységeit képzik. E bontásra gyakran azért van szükség, mert előfordul, hogy a kijelölt legmagasabb szintű végcél túl absztrakt, ezért egyszerűbb gyakorlatias, kézzel fogható lépésenként kezelni azokat. Fontos megjegyezni, hogy egy adott stratégiai cél megvalósulását az ellenséges hadviselő félen kívül gyakran a nem megfelelő technikai feltételek, valamint kivitelezési gyengeségek is megakadályozhatják. Egyes álláspontok szerint a jövő hadviselésében egyre komplexebbé válnak majd a stratégiai végcélok, mely az ún. „hatásalapú megközelítés” jelenségéhez, a katonai és nem katonai célok és eszközök integrált alkalmazásához, és az ehhez szükséges mély, strukturális átalakításokhoz fog vezetni – például a NATO-n belül is.
Legfontosabb stratégiának minden országban az adott nemzeti biztonsági stratégia, nemzeti nagystratégia számít, melyet az esetek döntő többségében az adott ország védelmi minisztériuma készít el, s megfogalmazza a fegyveres erők fejlesztésére illetve alkalmazására szóló célokat, elveket, erősforrásokat. E biztonsági stratégiákat szűk értelemben az ún. ágazati stratégiák kategóriájába soroljuk, hiszen ebben az esetben egy meglehetősen lehatárolható, csupán katonai erőkkel és eszközökkel foglalkozó akciótervről beszélünk. A XX. század második felének komplexitása azonban megteremtette a keresletet az összetettebb, katonai, gazdasági, politikai, diplomáciai eszköztárat egyesítő stratégiák létrehozására. Kiváló példa erre az USA hidegháborús nagystratégiája, melynek fő stratégiai végcélja a Szovjetunió feltartóztatása, és a liberális demokráciák terjesztése volt a gazdasági (Marshall-terv), katonai (NATO), valamint politikai, diplomáciai (Truman-doktrína) szegmensek együttes alkalmazásának segítségével. Magyarországon jelenleg „A Kormány 1035/2012. (II. 21.) Korm. határozata Magyarország Nemzeti Biztonsági Stratégiájáról” az érvényben lévő dokumentum, melynek összeállításáért, naprakészségének biztosításáért a Tárca Védelmi Tervezési Rendszer (TVTR) felelős.
A stratégiai tervezésre vonatkozóan két módosító faktor határozható meg. Egyrészről a kivitelezés ideje alatt, az államon belül végbemenő társadalmi, politikai, gazdasági változások, másrészről pedig a külső körülményekben bekövetkező bármi jelentős átalakulás. E két faktor determináló hatására kiváló példa az Amerikai Egyesült Államok vietnámi háborús szerepvállalása. Az elhúzódó háborús részvételt ugyanis nemcsak a hazai gazdasági válság, társadalmi elégedetlenség, és az ezekből következő politikai átalakulások befolyásolták alapjaiban, hanem a stratégiai cél mérséklése is a déli rezsim megtartására, hiszen a kezdeti cél, a félsziget teljes elfoglalása a konfliktus eszkalálódásával, Kína és a Szovjetunió esetleges beavatkozásával fenyegetett.

## Fordítás
Ez a szócikk részben vagy egészben  a   Strategic goal (military) című angol Wikipédia-szócikk ezen változatának fordításán alapul.  Az eredeti cikk szerkesztőit annak laptörténete sorolja fel. Ez a jelzés csupán a megfogalmazás eredetét és a szerzői jogokat jelzi, nem szolgál a cikkben szereplő információk forrásmegjelöléseként.